# 科爾坎普 (密蘇里州)
科爾坎普（英語：Cole Camp）是位於美國密蘇里州本頓縣的城市。

## 人口
根據2020年美國人口普查的數據，科爾坎普的面積為3.37平方千米，皆為陸地。當地共有人口1104人，而人口密度為每平方千米328人。